# Haßlebener Ried - Alperstedter Ried
Haßlebener Ried - Alperstedter Ried este o arie protejată (arie specială de conservare — SAC, sit de importanță comunitară — SCI) din Germania întinsă pe o suprafață de 447 ha, integral pe uscat.

## Localizare
Centrul sitului Haßlebener Ried - Alperstedter Ried este situat la coordonatele 51°07′16″N 11°02′27″E / 51.1211°N 11.0408°E.

## Înființare
Situl Haßlebener Ried - Alperstedter Ried a fost declarat sit de importanță comunitară în septembrie 2000 pentru a proteja 1 specie de plante și 15 specii de animale. Situl a fost protejat și ca arie specială de conservare în iulie 2008.

## Biodiversitate
Situată în ecoregiunea continentală, aria protejată conține 11 habitate naturale: Pășuni continentale udate de apa mării, Ape puternic oligomezotrofe cu vegetație bentonică cu Chara spp., Lacuri eutrofice naturale cu vegetație de tip Magnopotamion sau Hydrocharition, Pajiști uscate seminaturale și facies de acoperire cu tufișuri pe substraturi calcaroase (Festuco-Brometalia) (* situri importante pentru orhidee), Pajiști cu Molinia pe soluri calcaroase, turboase sau argilos-nămoloase (Molinion caeruleae), Liziere de ierburi înalte hidrofile de câmpie și de nivel montan până la alpin, Pajiști aluvionare inundabile, de Cnidion dubii, Fânețe de joasă altitudine (Alopecurus pratensis, Sanguisorba officinalis), Mlaștini calcaroase cu Cladium mariscus și specii de Caricion davallianae, Mlaștini alcaline, Păduri aluvionare cu Alnus glutinosa și Fraxinus excelsior (Alno-Padion, Alnion incanae, Salicion albae).
La baza desemnării sitului se află mai multe specii protejate:
- plante (1): Angelica palustris
- păsări (11): ciuf de câmp (Asio flammeus), erete de stuf (Circus aeruginosus), presură sură (Emberiza calandra), sfrâncioc roșiatic (Lanius collurio), sfrâncioc mare (Lanius excubitor excubitor), Luscinia svecica cyanecula, gaia roșie (Milvus milvus), Numenius arquata arquata, pițigoi-pungar (Remiz pendulinus), mărăcinar (Saxicola rubetra), nagâț (Vanellus vanellus)
- mamifere (1): liliac comun (Myotis myotis)
- nevertebrate (3): Coenagrion mercuriale, phengaris nausithous (Maculinea nausithous), Vertigo angustior

Pe lângă speciile protejate, pe teritoriul sitului au mai fost identificate 46 de specii de plante, 2 specii de amfibieni, 2 specii de mamifere, 44 de specii de nevertebrate, 1 specie de reptile.